# Ałaiza Paszkiewicz
Ałaiza Paszkiewicz (biał. Алаізa Пашкевіч, także: Alojzya z Paszkiewiczów Kejrys, pisała pod pseudonimem "Ciotka", biał. Цётка); ur. 15 lipca 1876 w folwarku Pieszczyn koło Lidy na Grodzieńszczyźnie, zm. 5 listopada 1916 w Wilnie) – białoruska poetka, działaczka społeczno-polityczna i publicystka.

## Życiorys
Ałaiza Paszkiewicz urodziła się w rodzinie zamożnego ziemianina. Ukończyła Prywatną Wileńską Szkołę W. Prozarawej. W 1902 roku wyjechała do Petersburga, gdzie eksternistycznie ukończyła Gimnazjum Aleksandryjskie dla dziewcząt i rozpoczęła edukację w szkole dla pedagogów wychowania fizycznego A. F. Lieshafta (1902–04). Była jedną z założycieli Białoruskiej Socjalistycznej Hramady.

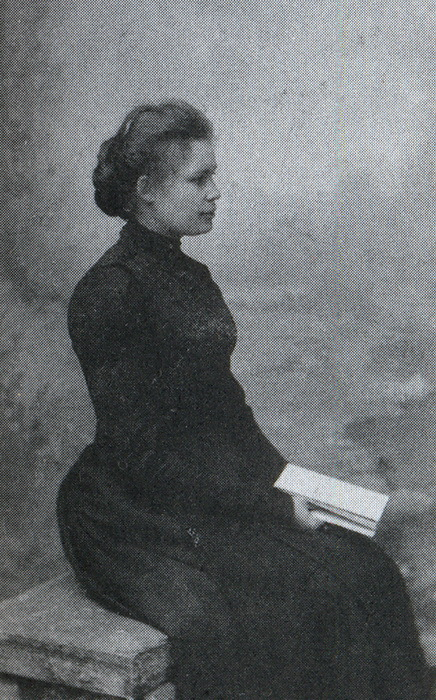
Ałaiza Paszkiewicz, 1904.

W 1904 roku porzuciła naukę i powróciła do Wilna. Organizowała grupy robotników, pisała i propagowała antyrządowe proklamacje, występowała w czasie debat i spotkań politycznych.

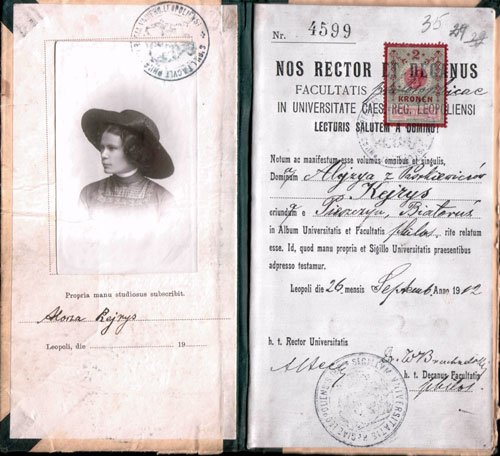
Indeks studentki wydziału filozofii Uniwersytetu Lwowskiego należący do Ałaizy Paszkiewicz, 1912.

Przez swoją działalność polityczną zmuszona była emigrować do Galicji, która była wtedy cząstką Imperium Austro-Węgierskiego. Mieszkała we Lwowie. Rozpoczęła naukę jako wolna słuchaczka na wydziale filozofii Uniwersytetu Lwowskiego. W 1906 roku w Żółkwi wydała dwa zbiory wierszy Хрэст на свабоду і Скрыпка беларуская. W tym samym czasie nielegalnie podróżowała do Wilna, gdzie brała udział w wydawaniu gazety „Nasza Dola”, w pierwszym numerze której było wydrukowane jej opowiadanie Przysięga nad skrwawionymi bruzdami. W latach 1908–9 roku mieszkała w Krakowie i studiowała na Uniwersytecie Jagiellońskim na wydziale humanistycznym.
W 1911 roku wyszła za mąż za litewskiego inżyniera a zarazem aktywnego działacza socjaldemokracji Steponasa Kairysa.
W tym samym roku powróciła na Grodzieńszczyznę, gdzie z ogromnym entuzjazmem włączyła się w białoruską działalność edukacyjną. Występowała wraz z teatrem I. Bajnickiego w różnych zakątkach ziem zaboru rosyjskiego, została założycielką i redaktorem pierwszego białoruskiego czasopisma dla dzieci i młodzieży „Łuczynka”.
W czasie I wojny światowej pracowała jako siostra miłosierdzia (pielęgniarka) w szpitalu wojskowym w Wilnie, gdzie m.in. rozprowadzała wśród żołnierzy narodowości białoruskiej „Naszą Niwę”.
Na początku 1916 roku pojechała do rodziców, pomagała chorym na tyfus wieśniakom. Niestety nie udało się również pomóc jej samej. Zachorowała na tyfus i umarła 5 listopada 1916 roku.

## Twórczość

### Poezja

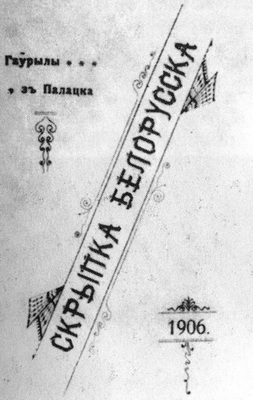
Okładka zbioru poezji Skrzypki białoruskie, 1906.

- "Skrzypki białoruskie" (Скрыпка беларуская, 1906)
- "Przedmowa" (Прадмова)
- "Wam, sąsiedzi" (Вам, суседзі)
- "Lato" (Лета)
- "Moje myśli" (Мае думкі)
- "Wiara Białorusina" (Вера беларуса)
- "Chłop się nie zmienił" (Мужык не змяніўся)
- "Na mogile" (На магіле)
- "Na obczyźnie" (На чужой старонцы)
- "Jesień" (Восень)
- "Sąsiadom w niewoli" (Суседзям у няволі)
- "Artysta grajek" (Артыст грайкa)
- "W drogę" (У дарогу)
- "Chrzest za wolność" (Хрэст на свабоду, 1906)
- "Niebywałe czasy" (Небывалыя часы )
- "Morze" (Мора)
- "Dobre wieści" (Добрыя весці)
- "Buntownik" (Бунтаўнік )
- "Pod sztandarem" (Пад штандарам)
- "Przed Nowym Rokiem" (Перад Новым годам)
- "Burza idzie" (Бура ідзе)
- "Lasy" (Ласы)

Wiersze z pochodzące lat 1913-1915
- "Chłopska dola" (Мужыцкая доля)
- "Nie ma ale będzie" (Нямаш, але будзе)
- "Białoruski muzykant" (Музыкант беларускі )
- "Nasze poletko" (Наш палетак)
- "Z Nowym Rokiem" (З Новым годам)
- "Wiejskim kobietom" (Вясковым кабетам)
- "Trzy kwiatki" (Тры кветкі)
- "Zaraz przyjdzie wiosna" (Скора прыйдзе вясна...)
- "Z ziemi obcej" (З чужыны)
- "Grajek" (Грайка)
- "Gadanie" (Гаданне)
- "Światełko" (Лучынка)
- "Sierotka" (Сірацінка)
- "Bracia Orły, dajcie nam skrzydła" (Арлы-браці, дайце скрыдлы...)
- "Odkryj Pani, dobra Pani" (Адкрый, пані, добра пані...)

### Proza
- "Przysięga nad skrwawionymi bruzdami" (Прысяга над крывавымі разорамі)
- "Mądrzy ale nie na durnia trafili" (Разумныя, ды не на дурня папалі)
- "List noworoczny" (Навагодні ліст)
- "Jesienne listy" (Асеннія лісты)
- Зялёнка
- "Niepotrzebna" (Лішняя)
- "Michaśka" (Міхаська )
- Зваротлівы
- "Rozmowy o ptaszkach" (Гутаркі аб птушках)
- "Z drogi" (З дарогі)
- "Wspomnienia z podroży do Finlandii" (Успаміны з паездкі ў Фінляндыю)

## Czytanki dla dzieci
- Teksty z "Białoruskiego elementarza albo Pierwszej nauki czytania" (Беларускі лемантар, або Першая навука чытання)

1. "Dwóch chłopów" (Два мужыкі)
2. "Dziad i baba" (Дзед і баба)
3. "Nie śmiej się z cudzego nieszczęścia" (Не смейся з чужой бяды)

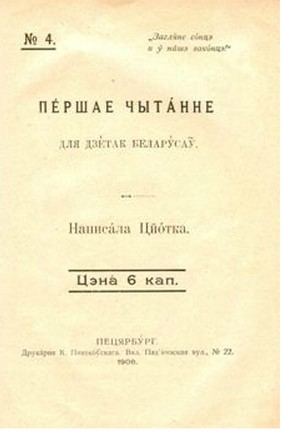
Okładka Pierwszej czytanki dla dzieci białoruskich, 1906.

- Pierwsza czytanka dla dzieci białoruskich (Першае чытанне для дзетак беларусаў)

Część I
1. "Niedziela" (Нядзеля)
2. "Nasze gospodarstwo" (Наша гаспадарка)
3. Сварба
4. "Wiosna" (Вясна)
5. "Dopóki nie masz tego w ręku, nie twierdź, że to już twoje" (Пакуль в не руках, не кажы, што тваё)
6. "Z iskry ogień" (З прыску ды ў агонь)
7. "Rozmowy ostu z pokrzywą" (Гутарка асота з крапівою)
8. "Maleńki synek" (Сынок маленькі)
9. "Żuraw i czapla" (Журавель і Чапля)
10. "Ptak i kura" (Курыца і пятух)
11. "Cygan" (Цыган)

Część II
1. "Mój sad" (Мой сад )
2. "Moja wioska" (Мая вёска)
3. "Wieś rodzinna" (Родная вёска)
4. "Las" (Лес)
5. "Pszczoły" (Пчолы)
6. "Sierota" (Сірата)
7. "Przyśpiewki" (Прыпеўкі)
8. "Bajki" (Прыказкі)
9. "Zagadki" (Загадкі)

- Podarek dla małych dzieci (Гасцінец для малых дзяцей)

1. "Chleba powszedniego daj nam dzisiaj" (Хлеба будняга дай нам сёнека!)
2. "Zagadki" (Загадкі)
3. Расінка на рожы
4. "Opowiadania ludowe" (Народныя пагаворкі)
5. "Małpa" (Малпа)
6. "Niespodziewany podarek" (Неспадзяваны гасцінец)
7. "Dobre dziecko" (Добрае дзіцятка)
8. "Łabędź" (Лебедзь)
9. "Ruda" (Рыжая)

## Publicystyka
- "Збірайце матэрыялы аб батлейцы!"
- "Do wiejskiej młodzieży białoruskiej" (Да вясковай моладзі беларускай)
- "Szanujcie słowo ojczyste" (Шануйце роднае слова!)
- Газа
- "Jak się uczymy" (Як нам вучыцца)
- "O duszy młodzieży" (Аб душы маладзёжы)
- "Do dziewcząt" (Да дзяўчатак)
- "Nasza białoruska pieśń ludowa" (Наша народная беларуская песня)
- "Przelotne ptaszki" (Пералётныя птушкі)
- "Do młodzieży szkolnej" (Да школьнай моладзі)
- "Kwiat paproci" (Папараць-кветка)
- "Wieczór białoruski w Petersburgu" (Беларуская вечарынка ў Пецярбурзе)

## Listy
- "Do Bronisława Epimacha-Szypila" (Браніславу Эпімаху-Шыпілу)
- "Do K. Studzińskiego" (К. Студзінскаму)
- "Do studentów białoruskich w Petersburgu" (Пецярбургскім студэнтам-беларусам)
- "Do Bronisławowa Taraszkiewicza" (Браніславу Тарашкевічу)